# 15. Międzynarodowy Festiwal Filmowy w Berlinie
15. Międzynarodowy Festiwal Filmowy w Berlinie odbył się w dniach 25 czerwca – 6 lipca 1965 roku. Imprezę otworzył pokaz francuskiego filmu nowelowego Paryż widziany przez... w reżyserii sześciu nowofalowych twórców: Claude'a Chabrola, Jeana Doucheta, Jean-Luka Godarda, Jean-Daniela Polleta, Érika Rohmera i Jeana Roucha. W konkursie głównym zaprezentowano 17 filmów pochodzących z 12 różnych krajów.
Jury pod przewodnictwem brytyjskiego krytyka filmowego Johna Gilletta przyznało nagrodę główną festiwalu, Złotego Niedźwiedzia, francuskiemu filmowi Alphaville w reżyserii Jean-Luka Godarda. Na festiwalu zaprezentowano retrospektywę klasycznego kina niemieckiego z lat 1895-1932.

## Członkowie jury

### Konkurs główny
- John Gillett, brytyjski krytyk filmowy − przewodniczący jury[2]
- Ely Azeredo, brazylijski krytyk filmowy
- Monique Berger, francuska krytyczka filmowa
- Jerry Bresler, amerykański producent filmowy
- Alexander Kluge, niemiecki reżyser
- Kyushiro Kusakabe, japoński krytyk filmowy
- Karena Niehoff, niemiecka krytyczka filmowa
- Hansjürgen Pohland, niemiecki reżyser
- Hans-Dieter Roos, niemiecki krytyk filmowy

## Selekcja oficjalna

### Konkurs główny
Następujące filmy zostały wyselekcjonowane do udziału w konkursie głównym o Złotego Niedźwiedzia i Srebrne Niedźwiedzie:
| Tytuł polski             | Tytuł oryginalny                                  | Reżyseria              | Kraj produkcji    |
| ------------------------ | ------------------------------------------------- | ---------------------- | ----------------- |
| Alphaville               | Alphaville, une étrange aventure de Lemmy Caution | Jean-Luc Godard        | Francja           |
| Sztuka życia             | El arte de vivir                                  | Julio Diamante         | Hiszpania         |
| Lekkomyślność            | Una bella grinta                                  | Giuliano Montaldo      | Włochy            |
| Szczęście                | Le bonheur                                        | Agnès Varda            | Francja           |
| Kasia Ballou             | Cat Ballou                                        | Elliot Silverstein     | Stany Zjednoczone |
| Samotna żona             | চারুলতা Charulata                                    | Satyajit Ray           | Indie             |
| Sekrety za ścianą        | 壁の中の秘事 Kabe no naka no himegoto             | Kōji Wakamatsu         | Japonia           |
| Miłość '65               | Kärlek 65                                         | Bo Widerberg           | Szwecja           |
| Sposób na kobiety        | The Knack ...and How to Get It                    | Richard Lester         | Wielka Brytania   |
| Królewska przełęcz       | Kungsleden                                        | Gunnar Höglund         | Szwecja           |
| Pod argentyńskim słońcem | Pajarito Gómez                                    | Rodolfo Kuhn           | Argentyna         |
| Wstręt                   | Repulsion                                         | Roman Polański         | Wielka Brytania   |
| Shakespeare Wallah       | Shakespeare Wallah                                | James Ivory            | Stany Zjednoczone |
| Tomasz oszust            | Thomas l'imposteur                                | Georges Franju         | Francja           |
| Dwoje                    | To                                                | Palle Kjærulff-Schmidt | Dania             |
| Ścieżka zbawienia        | Vereda da Salvação                                | Anselmo Duarte         | Brazylia          |
| Krew Wälsungów           | Wälsungenblut                                     | Rolf Thiele            | RFN               |

## Laureaci nagród

### Konkurs główny
Złoty Niedźwiedź
- Alphaville, reż. Jean-Luc Godard

Srebrny Niedźwiedź – Nagroda Specjalna Jury
- Szczęście, reż. Agnès Varda
- Wstręt, reż. Roman Polański

Srebrny Niedźwiedź dla najlepszego reżysera
- Satyajit Ray – Samotna żona

Srebrny Niedźwiedź dla najlepszej aktorki
- Madhur Jaffrey – Shakespeare Wallah

Srebrny Niedźwiedź dla najlepszego aktora
- Lee Marvin – Kasia Ballou

Wyróżnienie Specjalne
- Walter Newman i Frank Pierson za scenariusz do filmu Kasia Ballou

### Konkurs filmów krótkometrażowych
Złoty Niedźwiedź dla najlepszego filmu krótkometrażowego
- Yeats Country, reż. Patrick Carey

Srebrny Niedźwiedź − Nagroda Jury dla filmu krótkometrażowego
- Een zondag op het eiland van de Grande Jatte, reż. Frans Weisz

Wyróżnienie Specjalne dla filmu krótkometrażowego
- Wędrownik, reż. Gerald Potterton

### Pozostałe nagrody
Nagroda FIPRESCI
- Wstręt, reż. Roman Polański
  - Wyróżnienie:  Miłość '65, reż. Bo Widerberg

Nagroda UNICRIT (Międzynarodowej Unii Krytyki Filmowej)
- 31 stopni w cieniu, reż. Jiří Weiss

Nagroda OCIC (Międzynarodowego Katolickiego Biura Filmowego)
- Samotna żona, reż. Satyajit Ray

Nagroda Interfilm (Międzynarodowego Jury Ewangelickiego)
- Szczęście, reż. Agnès Varda

Nagroda Młodych
- Pod argentyńskim słońcem, reż. Rodolfo Kuhn
  - Wyróżnienie – Film fabularny:  Kasia Ballou, reż. Elliot Silverstein
  - Wyróżnienie – Film krótkometrażowy:  Das Boot von Torreira, reż. Alfred Ehrhardt